# Joruma subaurata
Joruma subaurata är en insektsart som beskrevs av Mcatee 1926. Joruma subaurata ingår i släktet Joruma och familjen dvärgstritar. Inga underarter finns listade i Catalogue of Life.